# Пуайан
Пуайа́н (фр. Poyans) — коммуна во Франции, находится в регионе Франш-Конте. Департамент — Верхняя Сона. Входит в состав кантона Отре-ле-Гре. Округ коммуны — Везуль.
Код INSEE коммуны — 70422.

## География

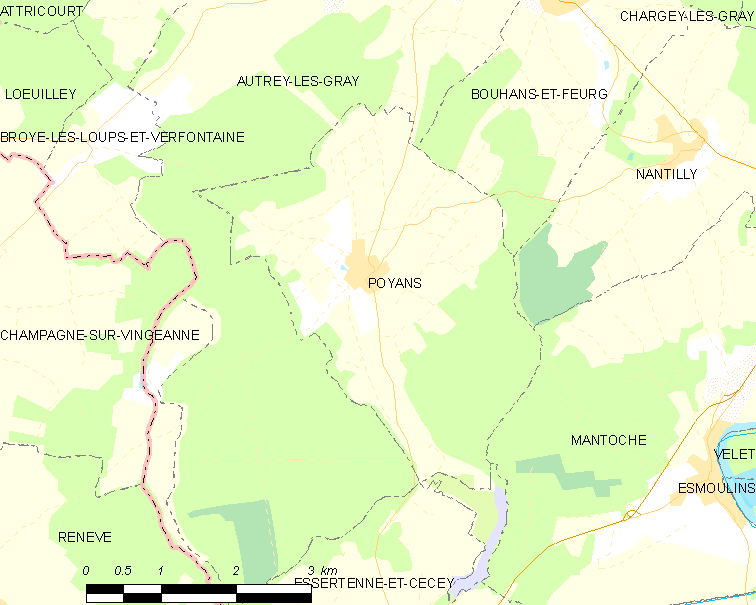
Карта коммуны

Коммуна расположена приблизительно в 280 км к юго-востоку от Парижа, в 50 км северо-западнее Безансона, в 55 км к западу от Везуля.
По территории коммуны протекает небольшая река Пуайан (фр. Poyans), и её приток — река Верьер (фр. Verrières).

## Население
Население коммуны на 2010 год составляло 138 человек.
| 1962 | 1968 | 1975 | 1982 | 1990 | 1999 | 2010 |
| ---- | ---- | ---- | ---- | ---- | ---- | ---- |
| 182  | 143  | 145  | 134  | 123  | 137  | 138  |

## Администрация
| Период | Период | Фамилия             | Партия | Примечания |
| ------ | ------ | ------------------- | ------ | ---------- |
| 2001   | 2008   | Мария-Тереза Картре |        |            |
| 2008   | 2014   | Эмманюэль Мандигон  |        |            |

## Экономика
В 2010 году среди 74 человек трудоспособного возраста (15—64 лет) 61 были экономически активными, 13 — неактивными (показатель активности — 82,4 %, в 1999 году было 67,1 %). Из 61 активных жителей работали 52 человека (29 мужчин и 23 женщины), безработных было 9 (5 мужчин и 4 женщины). Среди 13 неактивных 7 человек были учениками или студентами, 2 — пенсионерами, 4 были неактивными по другим причинам.

## Достопримечательности
- Церковь XV века. Исторический памятник с 1960 года[3]
- Крест на кладбище (1605 год). Исторический памятник с 1959 года[4]